# Schöneberg
Schöneberg (pronunciación en alemán: /ˈʃøːnəˌbɛʁk/ⓘ) era un municipio situado en el distrito de Uckermark, en el estado federado de Brandeburgo (Alemania). Desde enero de 2021 es parte de la ciudad de Schwedt/Oder. Su población a finales de 2020 era de 756 habs. y su densidad poblacional, 20 hab/km².
Se encuentra a la orilla izquierda del río Oder, que lo separa de Polonia.

## Demografía
- Tendencia poblacional desde 1875 (línea azul: población; línea punteada: comparación con tendencias poblacionales del estado de Brandenburg; fondo gris: tiempo de gobierno Nazi; fondo rojo: tiempo de Gobierno comunista)